# Fort Hancock
Fort Hancock és una concentració de població designada pel cens dels Estats Units a l'estat de Texas. Segons el cens del 2000 tenia 1.713 habitants.

## Demografia
Segons el cens del 2000, Fort Hancock tenia 1.713 habitants, 486 habitatges, i 405 famílies. La densitat de població era de 17,6 habitants per km².
Dels 486 habitatges en un 58,6% hi vivien nens de menys de 18 anys, en un 66,7% hi vivien parelles casades, en un 14% dones solteres, i en un 16,5% no eren unitats familiars. En el 15,2% dels habitatges hi vivien persones soles el 8,2% de les quals corresponia a persones de 65 anys o més que vivien soles. El nombre mitjà de persones vivint en cada habitatge era de 3,52 i el nombre mitjà de persones que vivien en cada família era de 3,97.
Per edats la població es repartia de la següent manera: un 39,3% tenia menys de 18 anys, un 9,3% entre 18 i 24, un 27,1% entre 25 i 44, un 16,3% de 45 a 60 i un 7,9% 65 anys o més.
L'edat mediana era de 26 anys. Per cada 100 dones de 18 o més anys hi havia 90,3 homes.
La renda mediana per habitatge era de 17.525 $ i la renda mediana per família de 18.560 $. Els homes tenien una renda mediana de 17.411 $ mentre que les dones 13.281 $. La renda per capita de la població era de 7.037 $. Aproximadament el 44,6% de les famílies i el 46,7% de la població estaven per davall del llindar de pobresa.

## Poblacions més properes
El següent diagrama mostra les poblacions més properes.